# کراسنی کوتوک
کراسنی کوتوک (انگلیسی: Krasny Kutok) یک شهرک در بخش بوریسوفسکی استان بلگورود کشور روسیه است.